# Maximum Ride – Szárnyra kapva
A Maximum Ride – Szárnyra kapva (Maximum Ride) amerikai kalandfilm Jay Martin rendezésében. 
Az USA-ban 2016. augusztus 30-án mutatták be, míg Magyarországon csak mint TV-film az HBO-n, 2017. április 20-án. 
A forgatókönyvet Angelique Hanus és Jesse Spears írta, a zenét Bowie Dinkel és Kelvin Pimont szerezte, a vágó pedig Joel Griffen volt, a főszereplők Allie Marie Evans, Patrick Johnson, Zayne Emory, Tetona Jackson, Gavin Lewis, Lyliana Wray és Luke Gregory Crosby.

## Cselekmény
|  | Alább a cselekmény részletei következnek! |

A film elején Jeb kiszökteti a fiatal Maxot és még pár gyereket az Iskolának nevezett helyről, ahol tudósok kísérleteztek rajtuk. Amint Jeb elhajt a kocsijával, benne a gyerekekkel, fia, Ari kifut a garázs elé, ahonnan az autó kigördült, és az apját hívja, sikertelenül, így az apja elmegy egy rakás gyerekkel. Aztán az igazi, jelenbeli Maxot látjuk, amint fut egy erdőben, menekülve valami elől. Max felriad, ez csak egy álom volt. Felkel, és végigmegy a házon, amelyben ő és még öt gyerek – akiket egykor Jeb mentett ki – laknak: maga, Max (Allie Marie Evans), Agyar (Patrick Johnson), Iggy, aki vak (Zayne Emory), Villám (Tetona Jackson), Gazzy (Gavin Lewis) és Angyal (Lyliana Wray). Amint Max lemegy a földszintre, Iggy hívja Maxot beszélni, Villám felmegy az emeletre, Gazzy elmegy az evőasztaltól, így csak Angyal marad ott, és mivel gondolatolvasó, meghall egy gondolatot, csak az a baj, hogy a gondolat ismeretlen. A házon kívülről hallatszik, ezért Angyal kimegy, hogy megnézze, ki az, és meglát pár Pusztítót, akik az Iskola rendőrei, gonosz biztonsági őrei. Gyorsan elbújik egy fa mögé, de a farkasemberszerű lények észreveszik, és elkapják. Max észreveszi, hogy Angyal nincs meg, ezért ő is gyorsan kiszalad a ház elé, a többiek a nyomában. A Pusztítók már majdnem elmentek, de az egyik leáll harcolni Max-szel, aki döbbenten veszi észre, hogy Ari (Luke Gregory Crosby) az, aki mindig odajött a ketrecéhez beszélni vele. Harcolnak egy ideig, de a vadállat végül legyőzi a lányt, és Angyalt elviszik. Miután magához tért, Max rájön, hogy Angyalt visszavitték az Iskolába, ezért ő és Agyar úgy döntenek, hogy utánamennek, de Iggyt, Villámot és Gazzyt otthagyják a házban. Így Max és Agyar elindulnak, és egy pihenőnél Max észreveszi, hogy egy lány bajban van és oda akar menni segíteni. Agyar próbálja lebeszélni, és bár a lány látszólag beleegyezik, hogy nem megy oda, amikor a fiú nem néz oda, Max már ott is van, hogy megmentse a bajba jutott lányt, Ellát (Carrie Wampler). Sikerül megmenteni, de az egyik fiú, aki Ellát terrorizálta, meglövi Maxet, de akkorra már Agyar is ott van, és még mielőtt még több bajt okozhatna, elintézi a puskával lövő fiút. Ella felajánlja, hogy elvihetik Maxet hozzájuk, mert az anyukája állatorvos. Dr. Martinez (Karla Zamudio) elaltatja, és meggyógyítja Maxet, aki Ella szobájában ébred. Amikor kinéz az ablakon, látja, hogy Agyar fel-alá járkál, és vár rá. Max kiugrik az ablakon, odamegy a fiúhoz, és elindulnak Angyal megmentése irányába, és mivel korabban találtak egy térképet az Iskolához, tudják, merre kell menni. Ismét repülnek, mivel a kísérletek alatt madárgéneket kaptak, így képesek a repülésre. Egy újabb pihenőnél egy faházban húzzák meg magukat. Eközben a menedékhelyen megjelenik Ari, és bár senki sem sérül meg, arra kényszerülnek, hogy felrobbantsák a házat. Elmenekülnek, és rátalálnak Agyarékra, és bemennek a házba ők is. Eljutnak az Iskolába, ahol elkapják őket, és annyi év után megint bezárják őket, és szerencsére Angyal is ott van, épségben. Ari megjelenik Max ketrecénél, és azt mondja, hogy valaki beszélni akar vele, és bevezeti egy nagy terembe, ahol egy asztalnál Jeb (Peter O'Brien) ül, aki megpróbálja rábeszélni Maxet, hogy bízzon benne, de Max nem tudja magát rávenni, mert Jeb elhagyta őket. Mivel nem jár sikerrel, visszaküldi Maxet a ketrecébe, Ari vezeti vissza, és amikor ráparancsol a lányra, és az nem megy vissza, Ari bedühödik, és Max titokban ellopja tőle a ketrecet nyitó kártyát. Ari végül elmegy, és Max elmondja a többieknek, hogy Jeb azt mondta neki, bízzon benne. A többiek nem akarnak. Ekkor Max kinyitja a ketrecét, a kártyát pedig odadobja a többi gyereknek, akik szintén kinyitják a rácsokat, és menekülni kezdenek. Mindenki más felé fut, Gazzy egy bombát készít, Max nyomában Pusztítók vannak, de Gazzynak kész a bombája, azonban Maxet bekerítették, a többiek pedig már kijutottak Gazzy jelez Maxnek, aki érti a célzást, és amikor a fiú elgurítja a bombát, Max felfut a falon, és meglapul, amíg a bomba felrobban. Ezután kimegy az épületből, látomása van New Yorkról és azt mondja: Akkor New Yorkba megyünk!
|  | Itt a vége a cselekmény részletezésének! |

## Szereplők
| Karakter     | Színész             | Magyar hang     |
| ------------ | ------------------- | --------------- |
| Max          | Allie Marie Evans   | Kardos Eszter   |
| Agyar        | Patrick Johnson     | Jakab Márk      |
| Angyal       | Lyliana Wray        | Kobela Kíra     |
| Gazzy        | Gavin Lewis         | Kadosa Patrik   |
| Villám       | Tetona Jackson      | Lamboni Anna    |
| Iggy         | Zayne Emory         | Gacsal Ádám     |
| Ari          | Luke Gregory Crosby | Renácz Zoltán   |
| Ella         | Carrie Wampler      | Laudon Andrea   |
| fiatal Max   | Lillie Owers        | Pál Zsófia      |
| fiatal Ari   | Zander Faden        | Pál Dániel Máté |
| Dr. Martinez | Karla Zamudio       | Bertalan Ágnes  |
| Dr. Rosen    | Tina Huang          | -               |
| Jeb          | Peter O'Brien       | Epres Attila    |

## Forgatási helyszínek[1]
- Phoenix, Arizona, USA
- New York, New York, USA
- Nebraska, USA
- Toronto, Ontario, Kanada
- Párizs, Franciaország

## Fogadtatás
Az IMDb-n 3.6 pontot kapott a 10-ből, 4176 szavazó voksa alapján, míg a Rotten Tomatoes-on 37 százalékot kapott.

## A magyar változat
- Magyar szöveg: Laki Mihály
- Hangmérnök: Kiss István
- Vágó: Sári-Szemerédi Gabriella
- Gyártásvezető: Gelencsér Adrienne
- Szinkronrendező: Lengyel László

A magyar változatot az HBO megbízásából a Mafilm Audio Kft. készítette.

## Érdekességek
- A főbb szereplők közül csak Agyar nevét nem említik a filmben, csak a stáblista hivatkozik rá, hogy így hívják.
- James Patterson sikeres könyve alapján készült a film.

## Eltérések a könyvtől
- Bár szó van mindenféle tudósról, a könyvben nem szerepel semmiféle Dr. Rosen.
- Az eredeti nyelven a könyvben és a filmben is Nudge a neve, de a magyar változatban Bökinek hívják a könyvben, míg a filmben Villámnak nevezik.
- A könyv nem ér ott véget, sőt nincs is benne olyan mondat, hogy "New Yorkba megyünk!"
- A könyvben Radírozók vannak, míg a filmben Pusztítók.

## Filmzene
A filmben elhangzik két dal is, a következők:
1. Nebulous – írta: Taylor Davis, előadja: Taylor Davis
2. Pink Ladies – írta: Sylvain Vincent Poge, előadja: Sylvain Vincent Poge